# Niels Feijen

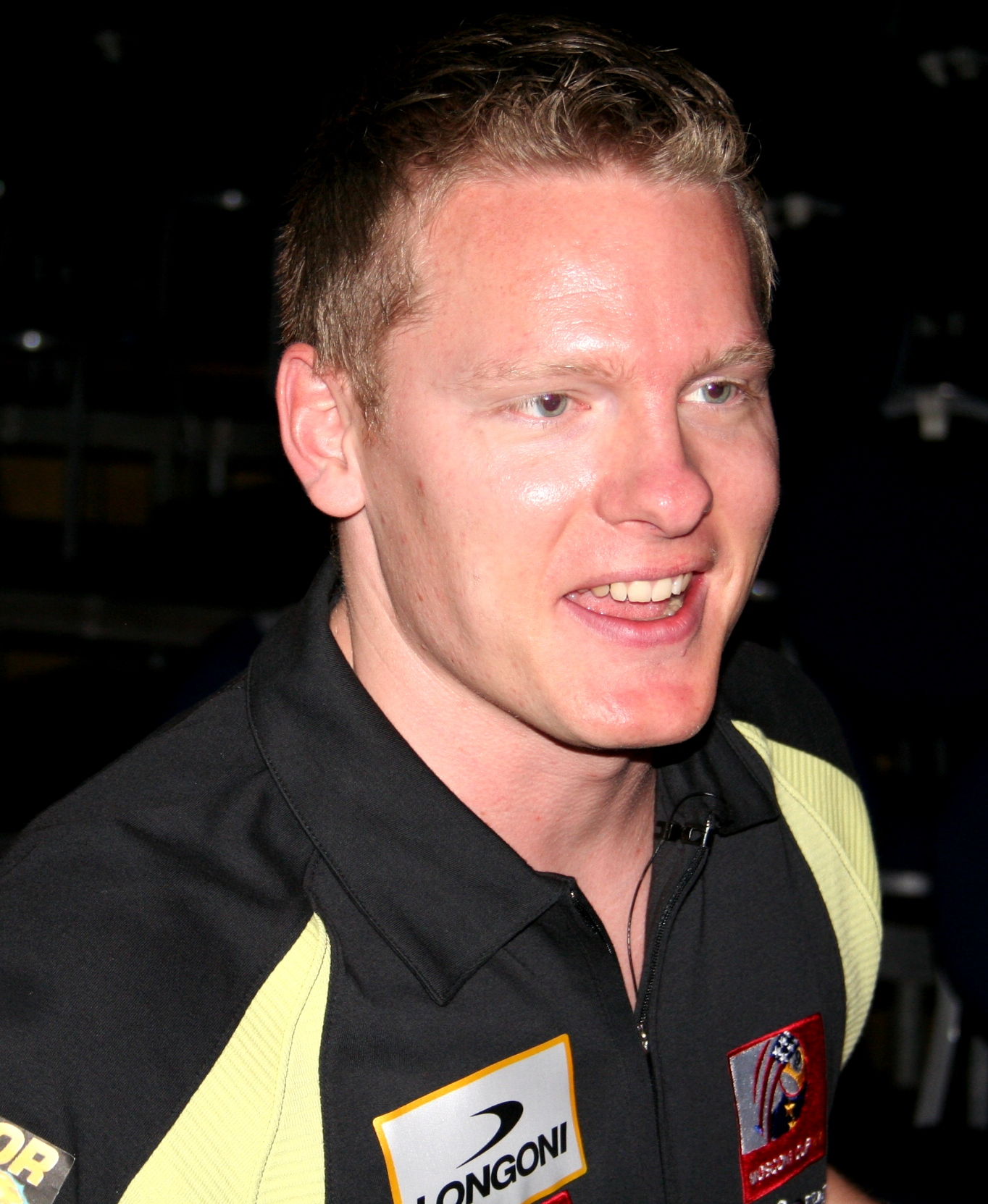
Niels Feijen na Mosconi Cup em 2008

Neils Feijen (Haia, 3 de Fevereiro de 1977) conhecido como THe Terminator é um jogador profissional holandês de Pool. Feijen ganhou 4 vezes o Campeonato da Europa de Pool (EPBF) na vertente de 14+1 (straight pool).
Representou a Europa na Mosconi Cup (EUA versus Europa) em 2001, 2004, 2005, 2007, 2008 e 2009. Em 2008, Feijen ganhou o Campeonato do Mundo de Pool(WPA) de 14+1 com uma vitória na final a um dos melhores jogadores de Pool do mundo, Francisco Bustamante. Em 2010, Feijen chegou à final do Campeonato do Mundo de Bola 10  (WPA), mas foi derrotado pelo Inglês Karl Boyes que se consagrou campeão do mundo de Bola 10.